# Stilobezzia eximitarsis
Stilobezzia eximitarsis är en tvåvingeart som beskrevs av Gupta och Wirth 1968. Stilobezzia eximitarsis ingår i släktet Stilobezzia och familjen svidknott. Inga underarter finns listade i Catalogue of Life.